# Comet Coach
Die Comet Coach Company war ein amerikanisches Karosseriebauunternehmen mit Sitz in Memphis (Tennessee).

## Geschichte
Das Unternehmen wurde 1955 von Waldo J. Cotner (1909–2001), Robert Bevington (1911–2000) und Jack Pinner (1904–1989) gegründet.
Die Comet Coach Company baute vor allem Oldsmobile- und Chevrolet-Fahrzeuge in Krankentransport- und Bestattungsfahrzeuge um. Daneben wurden ab 1956 auch DeSoto und Chrysler, sowie ab 1957 auch Buick, Plymouth und Imperial als Basis genutzt.
Die Rahmen der Fahrzeuge wurden verlängert und das Dach angehoben. Als Kofferraumklappe wurden Türen von Oldsmobile-Fahrzeugen genutzt.
Neben diesen Fahrzeugen für Unternehmen wurden auch Limousinen auf einem verlängerten Rahmen angeboten.
1959 verkaufte das Unternehmen den Markennamen an die Ford Motor Company, die damit ab 1961 eine neue Baureihe von Fahrzeugen der Marke Mercury begründete. Der gleichzeitige Ausstieg des Miteigentümers Pinner führte zur Umbenennung des Unternehmens in Cotner-Bevington Corporation.
Im gleichen Jahr wurde die Produktion in ein neu errichtetes Werk in Blytheville (Arkansas) verlagert.